# Raya i ostatni smok
Raya i ostatni smok (oryg. Raya and the Last Dragon) – film fantasy animowany komputerowo z 2021 roku, wyprodukowany przez Walt Disney Animation Studios.

## Fabuła
Samotna wojowniczka wyrusza na poszukiwanie ostatniego istniejącego smoka, by ocalić królestwo Kumandry przed wrogimi Druunami.

## Obsada
- Kelly Marie Tran jako Raya
- Awkwafina jako Sisu
- Gemma Chan jako Namaari
- Daniel Dae Kim jako Benja
- Sandra Oh jako Virana
- Benedict Wong jako Tong
- Izaac Wang jako Boun
- Thalia Tran jako Noi
- Alan Tudyk jako Tuk Tuk
- Lucille Soong jako Dang Hu

Wersja polska
(źródło:)
- Barbara Gąsienica Giewont jako Raya
- Katarzyna Dąbrowska jako Sisu
- Jakub Strach jako Boun
- Agata Bieńkowska jako Namaari
  - Adrianna Bieżan jako młoda Namaari
- Przemysław Sadowski jako Tong
- Beata Ścibakówna jako Virana
- Matylda Łonicka jako Noi
- Elżbieta Gaertner jako Dang Hu
- Bruno Magne jako Tuk Tuk

## Premiera
Raya i ostatni smok pierwotnie miał zostać wydany w Stanach Zjednoczonych 25 listopada 2020 r. Premiera filmu została opóźniona do 12 marca 2021 w związku z pandemią COVID-19, ostatecznie pojawiając się w kinach w USA 5 marca 2021, razem z filmem krótkometrażowym Us Again.
W Polsce film pojawił się 2 lipca 2021 - premierę opóźniono ze względu na zamknięcie kin.

## Odbiór
Film spotkał się z pozytywną reakcją krytyków. W agregatorze recenzji Rotten Tomatoes 94% ze 279 recenzji uznano za pozytywne, a średnia ocen wystawionych na ich podstawie wyniosła 7,70. Z kolei w agregatorze Metacritic średnia ważona ocen z 46 recenzji wyniosła 75 punktów na 100.